# Le Nouvion-en-Thiérache
Le Nouvion-en-Thiérache és un municipi francès situat al departament de l'Aisne i a la regió dels Alts de França. L'any 2007 tenia 2.823 habitants.

## Demografia

### Població
El 2007 la població de fet de Le Nouvion-en-Thiérache era de 2.823 persones. Hi havia 1.125 famílies de les quals 371 eren unipersonals (171 homes vivint sols i 200 dones vivint soles), 293 parelles sense fills, 349 parelles amb fills i 112 famílies monoparentals amb fills.
La població ha evolucionat segons el següent gràfic:
Habitants censats

### Habitatges
El 2007 hi havia 1.311 habitatges, 1.162 eren l'habitatge principal de la família, 18 eren segones residències i 131 estaven desocupats. 967 eren cases i 316 eren apartaments. Dels 1.162 habitatges principals, 623 estaven ocupats pels seus propietaris, 518 estaven llogats i ocupats pels llogaters i 21 estaven cedits a títol gratuït; 31 tenien una cambra, 89 en tenien dues, 178 en tenien tres, 292 en tenien quatre i 571 en tenien cinc o més. 642 habitatges disposaven pel capbaix d'una plaça de pàrquing. A 641 habitatges hi havia un automòbil i a 251 n'hi havia dos o més.

### Piràmide de població
La piràmide de població per edats i sexe el 2009 era:
| Homes | Edats   | Dones |
| ----- | ------- | ----- |
| 0     | 95 o +  | 4     |
| 8     | 90 a 94 | 36    |
| 4     | 85 a 89 | 36    |
| 12    | 80 a 84 | 40    |
| 64    | 75 a 79 | 84    |
| 52    | 70 a 74 | 68    |
| 36    | 65 a 69 | 76    |
| 88    | 60 a 64 | 68    |
| 28    | 55 a 59 | 80    |
| 68    | 50 a 54 | 52    |
| 80    | 45 a 49 | 120   |
| 116   | 40 a 44 | 96    |
| 116   | 35 a 39 | 92    |
| 108   | 30 a 34 | 76    |
| 128   | 25 a 29 | 136   |
| 76    | 20 a 24 | 96    |
| 88    | 15 a 19 | 112   |
| 104   | 10 a 14 | 92    |
| 112   | 5 a 9   | 116   |
| 76    | 0 a 4   | 96    |

## Economia
El 2007 la població en edat de treballar era de 1.708 persones, 1.148 eren actives i 560 eren inactives. De les 1.148 persones actives 974 estaven ocupades (556 homes i 418 dones) i 174 estaven aturades (82 homes i 92 dones). De les 560 persones inactives 145 estaven jubilades, 141 estaven estudiant i 274 estaven classificades com a «altres inactius».

### Ingressos
El 2009 a Le Nouvion-en-Thiérache hi havia 1.149 unitats fiscals que integraven 2.743,5 persones, la mediana anual d'ingressos fiscals per persona era de 13.768 €.

### Activitats econòmiques
Dels 125 establiments que hi havia el 2007, 7 eren d'empreses alimentàries, 3 d'empreses de fabricació d'altres productes industrials, 11 d'empreses de construcció, 35 d'empreses de comerç i reparació d'automòbils, 1 d'una empresa de transport, 10 d'empreses d'hostatgeria i restauració, 12 d'empreses financeres, 6 d'empreses immobiliàries, 10 d'empreses de serveis, 19 d'entitats de l'administració pública i 11 d'empreses classificades com a «altres activitats de serveis».
Dels 36 establiments de servei als particulars que hi havia el 2009, 1 era una oficina d'administració d'Hisenda pública, 1 gendarmeria, 1 oficina de correu, 4 oficines bancàries, 2 funeràries, 2 tallers de reparació d'automòbils i de material agrícola, 2 autoescoles, 1 guixaire pintor, 1 fusteria, 5 lampisteries, 2 empreses de construcció, 6 perruqueries, 4 veterinaris, 3 restaurants i 1 agència immobiliària.
Dels 19 establiments comercials que hi havia el 2009, 2 eren supermercats, 1 un supermercat, 1 una gran superfície de material de bricolatge, 1 una botiga de més de 120 m², 4 fleques, 2 carnisseries, 1 una peixateria, 1 una llibreria, 1 una botiga d'equipament de la llar, 1 una botiga de material de revestiment de parets i terra, 1 un drogueria, 1 una perfumeria i 2 floristeries.
L'any 2000 a Le Nouvion-en-Thiérache hi havia 34 explotacions agrícoles que ocupaven un total de 832 hectàrees.

## Equipaments sanitaris i escolars
El 2009 hi havia 1 hospital de tractaments de curta durada, 1 hospital de tractaments de mitja durada (seguiment i rehabilitació), 1 un hospital de tractaments de llarga durada, 2 farmàcies i 1 ambulància.
El 2009 hi havia 2 escoles maternals i 1 escola elemental. Le Nouvion-en-Thiérache disposava d'un col·legi d'educació secundària amb 277 alumnes.

## Poblacions més properes
El següent diagrama mostra les poblacions més properes.